# سفينة مولى النبي محمد
سفينة مولى رسول الله، صحابي يكنى بأبي عبد الرحمن، ويلقب بسفينة، كان عبدًا لأم سلمة زوج النبي محمد ﷺ اشترته ثم اعتقته واشترطت عليه أن يخدم النبي، فسماه سفينه وبذلك اشتهر، فقيل «سفينة مولى رسول الله» لكثرة ملازمته له وخدمته، توفي زمن الحجاج بن يوسف.

## اسمه
اختلفت المصادر في اسمه كثيراً، قال الواقدي اسمه مهران بن فروخ، وذكر ابن سعد أن اسمه رومان ويقال رباح، ويقال قيس وهو الأرجح. وذكر ابن كثير أن اسمه سفينة بن مافنة.

## سبب تسميته سفينة
ذكرت المصادر أن النبي محمد ﷺ هو الذي سماه سفينة، وعن ذلك يقول سفينة: "كان اسمي قيسًا فسماني رسول الله سفينة. قيل: لم سماك سفينة؟ قال: خرج ومعه أصحابه فثقل عليهم متاعهم، فقال: "ابسط كساءك". فبسطته، فجعل فيه متاعهم ثم حمله عليَّ فقال: "احمل ما أنت إلا سفينة". فقال: لو حملت يومئذ وقر بعير أو بعيرين أو خمسة أو ستة ما ثقل عليَّ.

## كراماته
خرج الحاكم في المستدرك عن سفينة قال: ركبت البحر في سفينة فانكسرت فركبت لوحا منها فطرحني في أجمة فيها أسد فلم يرعني إلا به فقلت: يا أبا الحارث أنا مولى رسول الله ﷺ فطأطأ رأسه وغمز بمنكبه شقي فما زال يغمزني ويهديني إلى الطريق حتى وضعني على الطريق فلما وضعني همهم فظننت أنه يودعني.
وحدث ابن تيمية فقال: «وسفينة مولى رسول الله صلى الله عليه وسلم أخبر الأسد بأنه رسول رسولِ الله صلى الله عليه وسلم فمشى معه الأسد حتى أوصله مقصده».

## روايته للحديث
روي له في أربعة عشر حديثاً، وحديثه مخرج في كتب السنة سوى صحيح البخاري، حدث عنه ابناه عمر وعبد الرحمن، والحسن البصري، وسعيد بن جمهان، ومحمد بن المنكدر، وأبو ريحانة عبد الله بن مطر، وسالم بن عبد الله، وصالح أبو الخليل، وغيرهم، ومنها:
عن سفينة عن أم سلمة زوج النبي قالت: سمعت رسول الله يقول: «ما من عبد تصيبه مصيبة فيقول: إنا لله وإنا إليه راجعون، اللهم آجرني في مصيبتي واخلفني خيرًا منها، إلا آجره الله في مصيبته، وخلف له خيرًا منها». قالت: فلما توفي أبو سلمة قلت: من خير من أبي سلمة صاحب رسول الله. قالت: ثم عزم الله لي، فقلتها: اللهم آجرني في مصيبتي واخلف لي خيرًا منها. قالت: فتزوجت رسول الله.
وعن سفينة مولى رسول الله قال: خطبنا رسول الله فقال: «ألا إنه لم يكن نبي قبلي إلا قد حذر الدجال أمته، هو أعور عينه اليسرى، بعينه اليمنى ظفرة غليظة مكتوب بين عينيه كافر، يخرج معه واديان أحدهما جنة والآخر نار، فناره جنة وجنته نار، معه ملكان من الملائكة يشبهان نبيين من الأنبياء، لو شئت سميتهما بأسمائهما وأسماء آبائهما، واحد منهما عن يمينه والآخر عن شماله، وذلك فتنة، فيقول الدجال: ألست بربكم؟ ألست أحيي وأميت؟ فيقول له أحد الملكين: كذبت، ما يسمعه أحد من الناس إلا صاحبه، فيقول له: صدقت، فيسمعه الناس فيظنون إنما يصدق الدجال وذلك فتنة، ثم يسير حتى يأتي المدينة فلا يؤذن له فيها فيقول: هذه قرية ذلك الرجل، ثم يسير حتى يأتي الشام فيهلكه الله عند عقبة أفيق».
وعن سفينة أبي عبد الرحمن: أن رجلاً أضاف علي بن أبي طالب فصنع له طعامًا، فقالت فاطمة بنت رسول الله: لو دعونا رسول الله فأكل معنا، فدعوه، فجاء فوضع يده على عضادتي الباب فرأى القرام ، قد ضرب به في ناحية البيت، فرجع، فقالت فاطمة لعلي: الحقه، فانظر ما رجعه، فتبعته فقلت: يا رسول الله، ما ردك؟ فقال: «إنه ليس لي أو لنبي أن يدخل بيتًا مزوقًا».
وَفِي مُسْلِمٍ مِنْ حَدِيثِ سَفِينَةَ مَوْلَى رَسُولِ اللَّهِ، صَلَّى اللَّهُ عَلَيْهِ وَسَلَّمَ، كَانَ النَّبِيُّ، صَلَّى اللَّهُ عَلَيْهِ وَسَلَّمَ، يَغْسِلُهُ الصَّاعُ مِنَ الْمَاءِ مِنَ الْجَنَابَةِ، وَيُوَضِّئُهُ الْمُدُّ.

## وفاته
توفي سفينة بالعراق، بعد عام السبعين للهجرة في زمن الحجاج بن يوسف الثقفي.